# Анизатин
Анизатин — весьма токсичный, инсектицидно активный компонент семян бадьяна анисового (Illicium anisatum). Используется в качестве местного народного средства в Японии. Летальная доза для мышей — 1 мг/кг (внутрибрюшинно, орально). Симптомы начинают появляться около 1—6 часов после приёма пищи, начиная с желудочно-кишечных заболеваний, таких как диарея, рвота и боли в животе, после чего возбуждается нервная система, появляются судороги, потеря сознания и паралич дыхания, что является конечной причиной смерти.

## Примечания

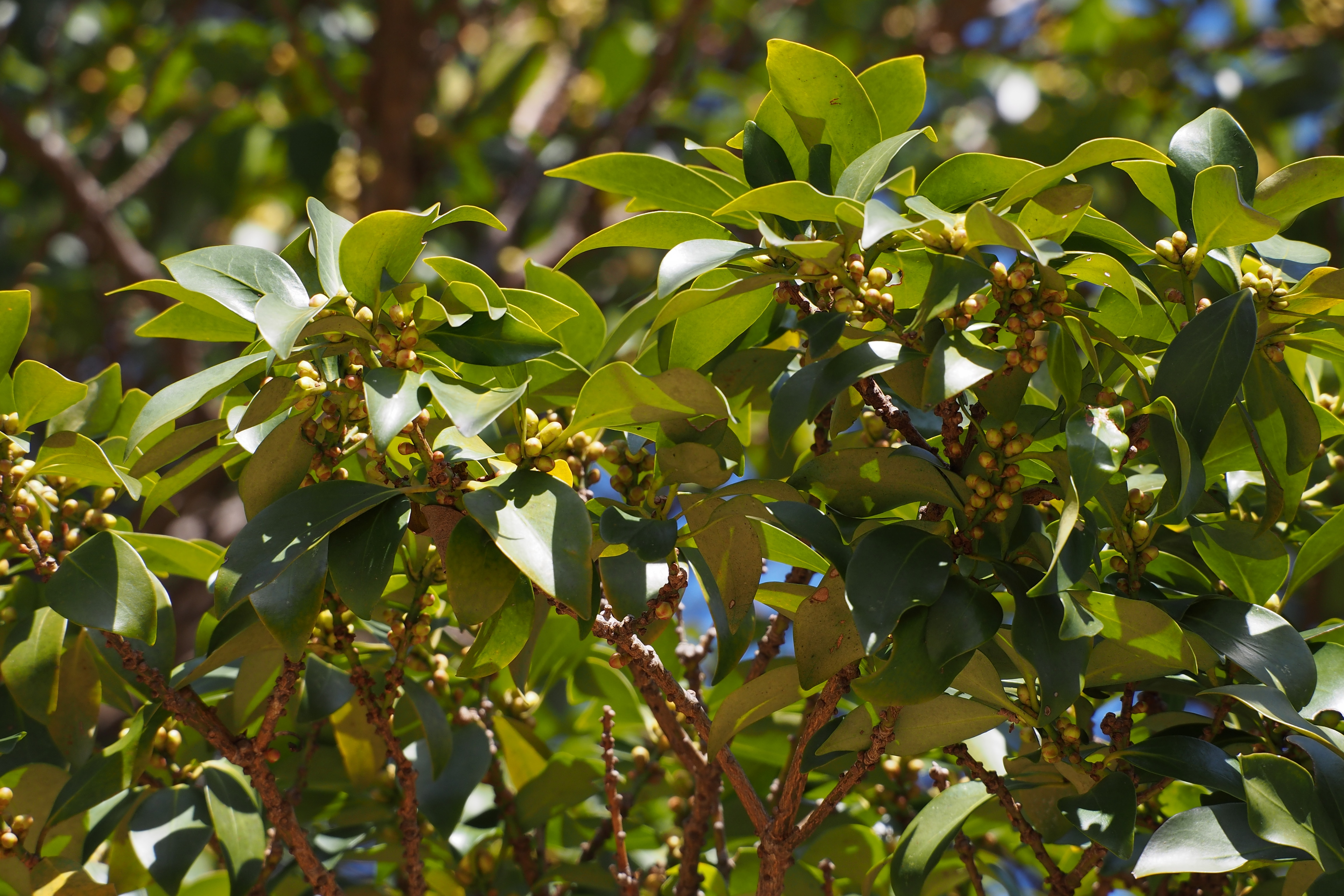
Бадьян анисовый, в семенах которого содержится анизатин